# Sciurus granatensis
La ardilla de cola roja (Sciurus granatensis, también llamada a veces ardilla colirroja) es un miembro neotropical del género Sciurus. Se le encuentra en Costa Rica, Panamá, Colombia, Ecuador, Trinidad y Tobago y Venezuela.

## Descripción
Alcanza una longitud cabeza-cuerpo de 10 a 28,5 cm, y la cola de 14 a 28 cm de largo. Pesa entre 212 y 520 gramos. El color del pelo del cuerpo varía en las 30 subespecies. La coloración está de todos modos marcada por un color marrón castaño rojizo oscuro. En el dorso presenta un moteado de color variable, del negro grisáceo con tinte amarillento, al negro de carbón oscuro con visos amarillos. El color negro también puede estar presente en forma de una línea central marcada. La coloración ventral es casi siempre más brillante y puede variar amarillo a anaranjado. La cola siempre es de color castaño rojizo a rufo, a menudo entremezcla con pelos negros y a veces con una punta de color negro. La parte inferior es de color marrón.

## Subespecies
Han sido registradas más de una treintena de subespecies de esta ardilla americana:
- S. g. granatensis.
- S. g. agricolae.
- S. g. bondae.
- S. g. candalensis.
- S. g. carchensis.
- S. g. chapmani.
- S. g. chiriquensis.
- S. g. chrysuros.
- S. g. ferminae.
- S. g. gerrardi.
- S. g. griseimembra.
- S. g. griseogena.
- S. g. hoffmanni.
- S. g. imbaburae.
- S. g. llanensis.
- S. g. manavi.
- S. g. maracabensis.
- S. g. meridensis.
- S. g. morulus.
- S. g. nesaeus.
- S. g. norosiensis.
- S. g. perijae.
- S. g. quindianus.
- S. g. saltuensis.
- S. g. soederstroemi.
- S. g. splendidus.
- S. g. sumaco.
- S. g. tarrae.
- S. g. valdiviae.
- S. g. variabilis.
- S. g. versicolor.
- S. g. zuliae.